# Harsin
Harsin is een dorp in de Belgische provincie Luxemburg en een deelgemeente van Nassogne. Harsin ligt bijna vijf kilometer ten noorden van het centrum van Nassogne. In Harsin liggen ook de dorpjes Chavanne en Charneux.

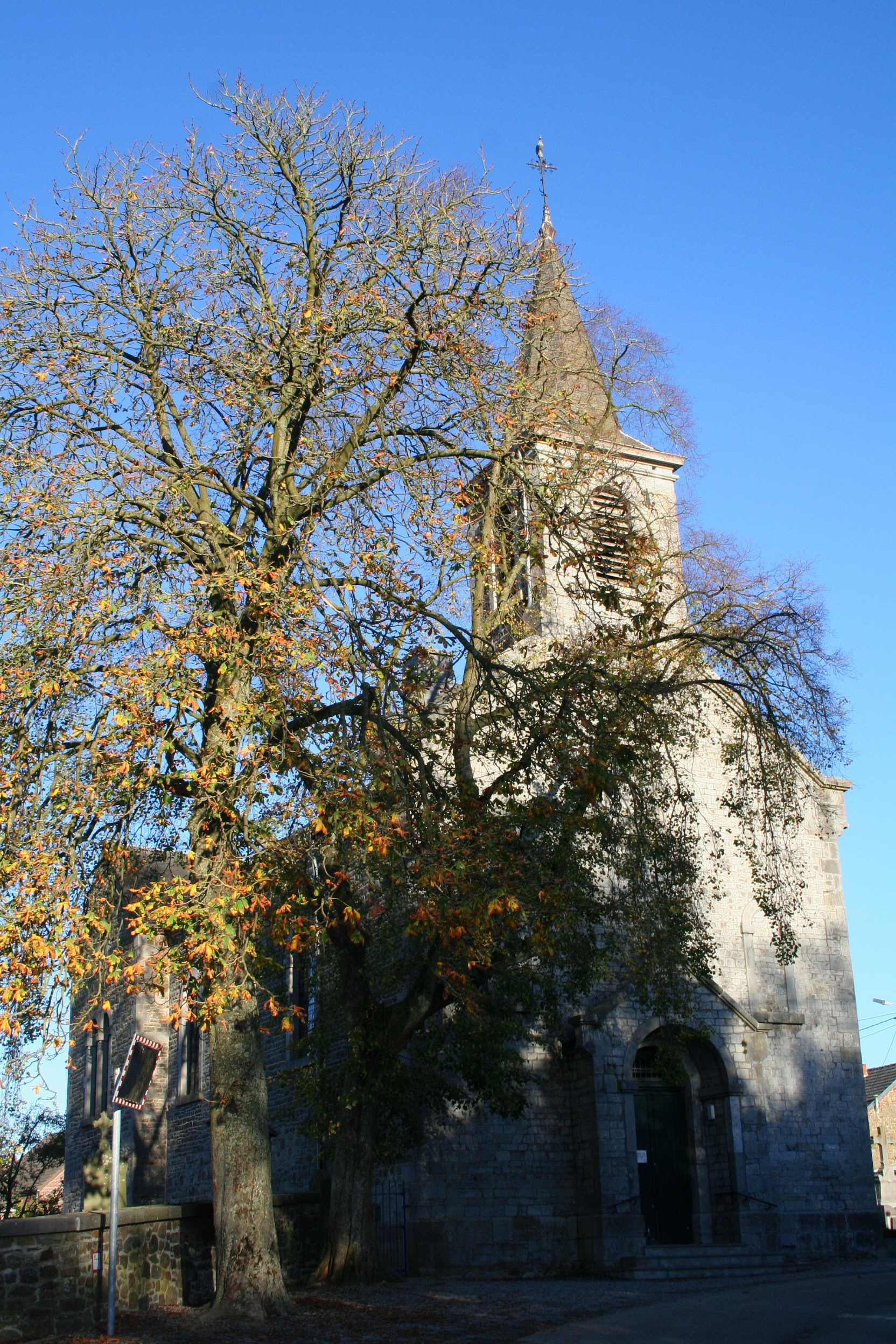
Eglise Sainte-Catherine in Chavanne

## Geschiedenis
Op de Ferrariskaart uit de jaren 1770 staat Harsin weergegeven als het gehuchtje Harsin langs de Wamme, net ten westen van het gehucht Chavanne en twee kilometer ten westen van het dorp Charneux.
Op het eind van het ancien régime werden Chavanne en Charneux gemeenten, deze werden in 1823 al opgeheven en verenigd in de nieuwe gemeente Harsin.

## Demografische ontwikkeling
- Bronnen:NIS, Opm:1831 tot en met 1970=volkstellingen, 1976= inwoneraantal op 31 december

## Verkeer en vervoer
Van noord naar zuid wordt de deelgemeente doorsneden door de N4/E46.
Deelgemeenten: Ambly · Bande · Forrières · Grune · Harsin · Lesterny · Masbourg · Nassogne

Overige dorpen: Charneux · Chavanne · Mormont

Belgische gemeenten · Arrondissement Marche-en-Famenne · Luxemburg · Wallonië